# タイタンの生命

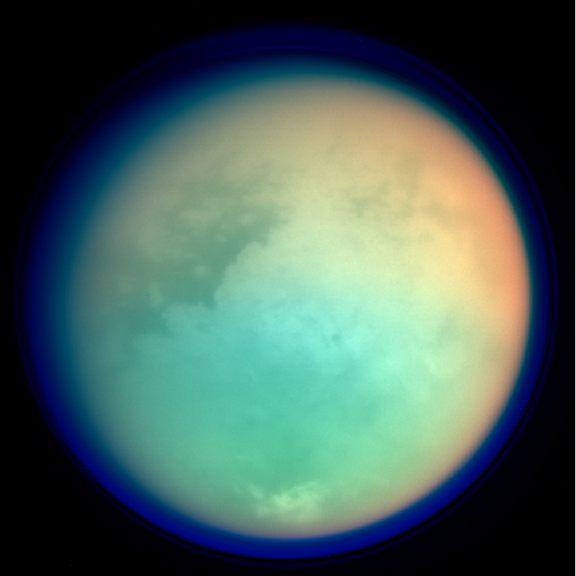
複数の波長で写したタイタン。

タイタンの生命（タイタンのせいめい）では、土星最大の衛星タイタンにおける生命について記述する。
タイタンに生命が存在するかは、未だ答えの出ていない問であり、科学的な評価や研究の課題である。タイタンは地球と比べて届く太陽光線も弱く、また余りに冷た過ぎ、その地表では液体の水は存在することすらできず、多くの科学者は生命が存在することなどありえないと考えている。一方で、タイタンは分厚い大気を持ち、その大気は化学的に活発で、炭素化合物にも富んでいる。地表には液体メタンとエタンが湖を作っており、これが地球の生命における水の代わりになるのではないかと推測する科学者もいる。
2010年6月には、カッシーニ探査機が観測した地表近くの大気のデータから、メタンを生成する生命が存在する可能性が示された。しかし、これは非生命由来の化学プロセスや気象現象により引き起こされたものかもしれない。 カッシーニもホイヘンス・プローブも、微生物や、生命が生成する複雑な有機化合物を直接観測する装置は搭載していない。
液体メタン下において機能する仮説上の細胞膜はモデル化されている。

## 化学
タイタンにおける前生物化学や地球とは異なる生命の可能性を研究するためには、その環境について深く学ぶ必要がある。タイタンの大気は大気上層部で発生する光化学反応により、多様な組成を持っている。以下がカッシーニによる質量分析法での観測により上層大気から発見された物質である（出典別の数値を併記）。
| 種類             | Magee, 1050 km     | Cui, 1050 km       | Cui, 1077 km               | Waite et al., 1000–1045 km |
| 密度 (cm−3)      | (3.18±0.71) x 109  | (4.84±0.01) x 109  | (2.27±0.01) x 109          | (3.19, 7.66) x 109         |
| 窒素             | (96.3±0.44)%       | (97.8±0.2)%        | (97.4±0.5)%                | (95.5, 97.5)%              |
| 窒素 (14N15N)    | (1.08±0.06)%       |                    |                            |                            |
| メタン           | (2.17±0.44)%       | (1.78±0.01)%       | (2.20±0.01)%               | (1.32, 2.42)%              |
| メタン (13CH4)   | (2.52±0.46) x 10−4 |                    |                            |                            |
| 水素             | (3.38±0.23) x 10−3 | (3.72±0.01) x 10−3 | (3.90±0.01) x 10−3         |                            |
| アセチレン       | (3.42±0.14) x 10−4 | (1.68±0.01) x 10−4 | (1.57±0.01) x 10−4         | (1.02, 3.20) x 10−4        |
| エチレン         | (3.91±0.23) x 10−4 | (5.04±0.04) x 10−4 | (4.62±0.04) x 10−4         | (0.72, 1.02) x 10−3        |
| エタン           | (4.57±0.74) x 10−5 | (4.05±0.19) x 10−5 | (2.68±0.19) x 10−5         | (0.78, 1.50) x 10−5        |
| シアン化水素     | (2.44±0.10) x 10−4 |                    |                            |                            |
| アルゴン (40Ar)  | (1.26±0.05) x 10−5 | (1.25±0.02) x 10−5 | (1.10±0.03) x 10−5         |                            |
| プロピン         | (9.20±0.46) x 10−6 | (9.02±0.22) x 10−6 | (6.31±0.24) x 10−6         | (0.55, 1.31) x 10−5        |
| プロピレン       | (2.33±0.18) x 10−6 |                    |                            | (0.69, 3.59) x 10−4        |
| プロパン         | (2.87±0.26) x 10−6 | <1.84 x 10−6       | <2.16e-6(3.90±0.01) x 10−6 |                            |
| ジアセチレン     | (5.55±0.25) x 10−6 | (4.92±0.10) x 10−6 | (2.46±0.10) x 10−6         | (1.90, 6.55) x 10−6        |
| ジシアン         | (2.14±0.12) x 10−6 | (1.70±0.07) x 10−6 | (1.45±0.09) x 10−6         | (1.74, 6.07) x 10−6        |
| シアノアセチレン | (1.54±0.09) x 10−6 | (1.43±0.06) x 10−6 | <8.27 x 10−7               |                            |
| アクリロニトリル | (4.39±0.51) x 10−7 | <4.00 x 10−7       | <5.71 x 10−7               |                            |
| プロパンニトリル | (2.87±0.49) x 10−7 |                    |                            |                            |
| ベンゼン         | (2.50±0.12) x 10−6 | (2.42±0.05) x 10−6 | (3.90±0.01) x 10−7         | (5.5, 7.5) x 10−3          |
| トルエン         | (2.51±0.95) x 10−8 | <8.73 x 10−8       | (3.90±0.01) x 10−7         | (0.83, 5.60) x 10−6        |

質量分析法は化合物の原子質量を識別するもので、その構造は判別できない。厳密な化合物の特定には追加の研究が必要となる。文献の中の識別された化合物は、上の名称に置き換えられている。Magee (2009) では高い気圧に注意した分析がなされている。その他の化合物としては、低濃度ながらアンモニア、ポリイン、アミン、アジリジン、重水素化水素、アレン、ブタジエンに、その他より複雑な化学物質が存在すると信じられている。また、二酸化炭素や量は限られるものの水蒸気も存在するはずである。

## 表面温度
太陽からの距離が遠いため、タイタンは地球より遥かに冷たい環境である。その表面温度は約90K（約−183 °C）に留まる。この温度では、水の氷はもし存在したとしても、決して融けることも昇華することもなく、固体のままである。極端な寒さと大気中の二酸化炭素 (CO2) の欠如から、ジョナサン・ルニーンといった科学者は、タイタンには地球で確認されているような生命が存在することはないだろうとみている。 ただし、タイタンの通常の地表に液体の水が存在することは不可能であるが、ルニーンらは隕石の衝突により、一時的に液体の水を湛えた「衝突オアシス」となるクレーターが形成されることはありえると考えており、そうしたオアシスが数百年かそれ以上にわたって存続できれば、水による有機化学の基盤となることは可能である。
また、ルニーンは液体メタン・エタン環境における生命の可能性を除外しておらず、そうした生命（もしとても単純なものであっても）が発見されれば、それは宇宙にはそのような生命が満ち溢れていることに繋がると記している。

### 温度に関する過去の仮説

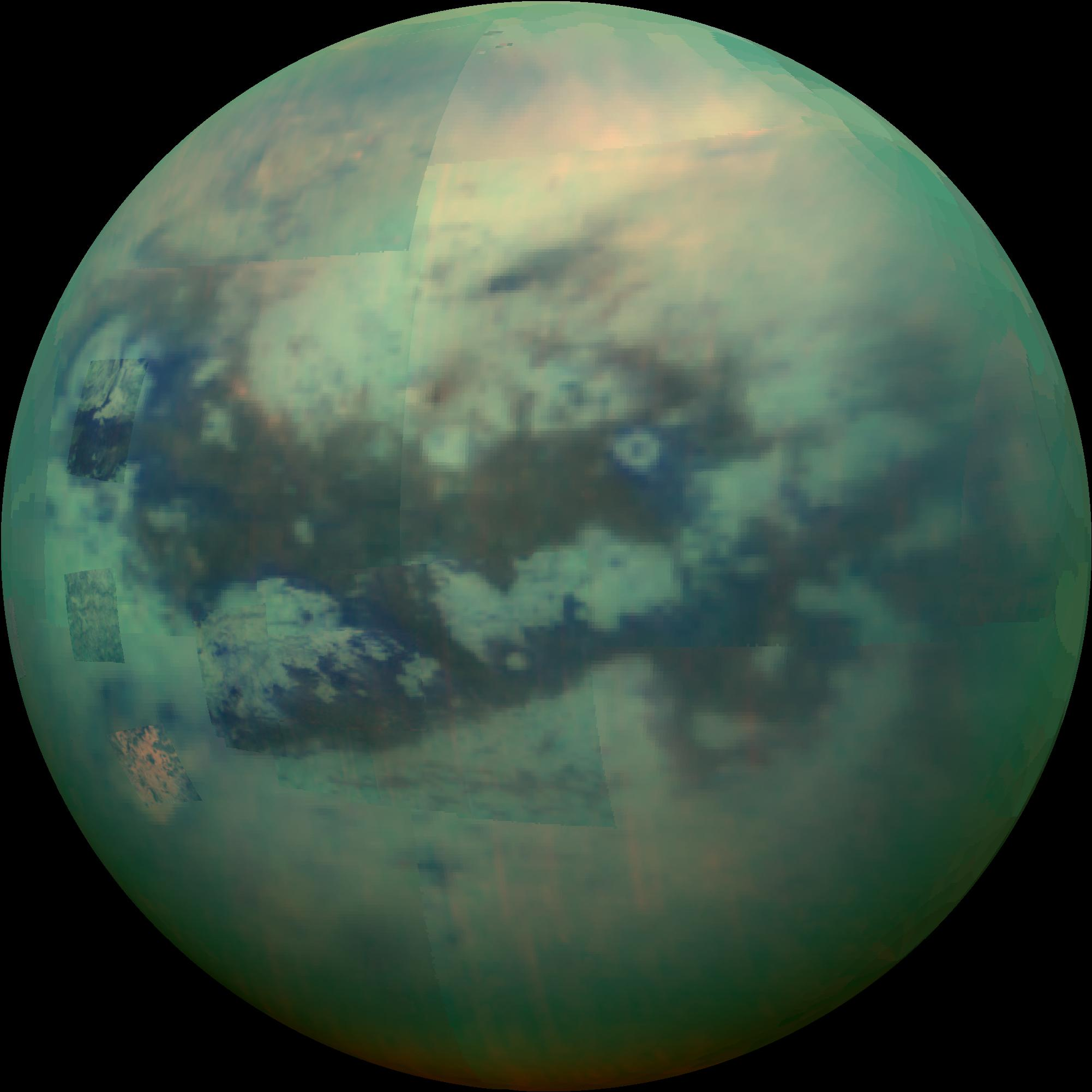
赤外線で写したタイタン（2015年11月）。

1970年代、天文学者はタイタンからの予想外の高レベルの赤外線放射を発見した。 一つの可能性として、タイタンの地表が温室効果により想定よりも温かいことが考えられた。この見積もりでは、タイタンの表面温度は地球の寒い地域並である必要があった。しかし、別の可能性として、タイタンの表面温度は極めて寒いものの、上層大気ではエタンやエチレン、アセチレンといった分子が紫外線を吸収して温められていることが考えられた。
1979年9月、パイオニア11号は探査機として初めて土星とその衛星をフライバイ観測した。その際に送られたタイタン地表のデータにより、その表面温度は地球の平均と比べてあまりに寒過ぎる数値であり、惑星の居住可能性という観点で考えても低すぎる数値であることが判明した。

### 遠い未来における温度
タイタンは遥かな未来において、より温暖な星となるかもしれない。 50億年から60億年後の遠い未来において、太陽は巨大な赤色巨星となるが、その頃のタイタンは表面温度が200 K (−70 °C) 程度まで上昇し、その表面にアンモニア水の海が安定して存在できる環境となる可能性がある。太陽からの紫外線も減少し、タイタン上層大気を覆う靄も薄まり、反温室効果が減少して、大気中のメタンによる温室効果が有効になる。この環境は、地球外生命を生み出すのに十分な条件であり、さらにこの状態は数億年は持続するとみられる。 これは地球で単純な生命が誕生した時間を考えると十分な長さである。一方で、アンモニア環境下における化学反応の速度は、水中における同反応と比べてより遅くなる。

## 地表の液体の水の欠如
タイタン表面の液体の水の欠如を理由として、NASAの宇宙生物学者Andrew Pohorilleは生命の可能性について反論を述べている。Pohorilleは、水は「私たちが知っている唯一の生命」の溶媒として重要なだけではなく「有機物の自己組織化を促す特異な性質」からも特別な液体であるとしており、タイタン地表での生命発見の可能性に疑問を呈すとともに、その探査に多額の予算を費やすことにも否定的である。
2012年に公表されたNASAのカッシーニ探査機のデータでは、タイタンの氷の地殻の下に液体の水の層がある可能性が強く示された。 もしそうであれば、タイタンの生命は、地表ではなく地下の水とアンモニアの海の中にこそ存在するのかもしれない。

### 地下の液体の海の可能性
研究所でのシミュレーションでは、タイタンには地球に生命が誕生した時と同様の化学進化を行うのに十分な有機物が存在しているとの結果が示されている。液体の水は現在観測できる以上の長い期間存在しているかもしれず、またいくつかの仮説では、液体の水が氷の地殻の下で保存されていることを示唆している。 またアンモニアの海が地下に存在しているという説もあり、あるモデルではアンモニア水の海が氷の地殻の下の、地下200km以上の領域に存在しており、その環境は「タイタンの厳しい環境の中で、ここは生命が生存可能な場所である」としている。 タイタンの内部から地表に伝わる熱が、この地下の海の生命を支える原動力となる。 こうした微生物の発見は、その生命活動の痕跡に依存したものとならざるを得ない。例えば、タイタンの大気中に含まれるメタンや窒素が、こうした生物に由来するものかを調べることができるかもしれない。

## 複雑な分子の形成
タイタンは太陽系の衛星として唯一、微量ガスや他の物質も含む、完全に発展した大気を持つことで知られている。タイタンの大気は分厚く、化学的に活発で、有機化合物に富んでいることで知られており、これらは生命の原料となると推測されるとともに、この大気内において生成されているかもしれない。 大気にはまた水素も含まれている。水素は大気と地表を循環しており、また地球のメタン菌のような存在により有機化合物（例えばアセチレン）と結合させられ、エネルギー源とされているかもしれない。

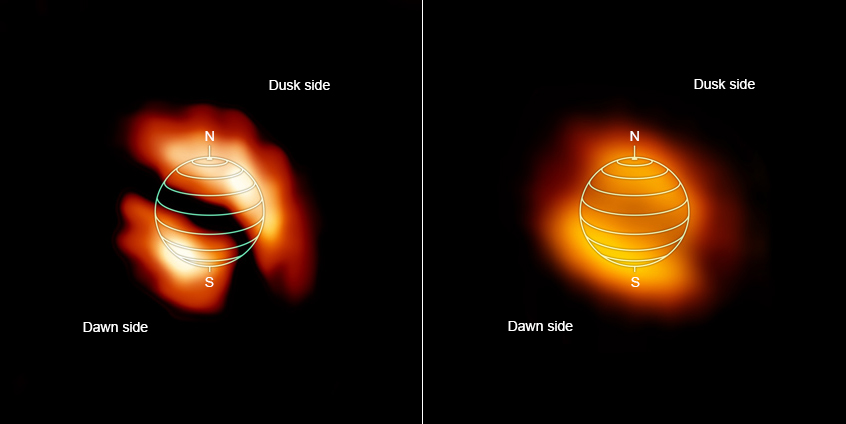
タイタンの大気中の有機ガスの追跡。左がHNC、右がHC_{3}N。

ユーリー-ミラーの実験を初めとした実験により、タイタンの大気に近い環境で紫外線照射を行うことで、複雑な分子とソリンのような高分子化合物の材料が生成できることが示された。この反応は窒素とメタンの解離から始まり、シアン化水素とアセチレンを形成する。さらなる反応についても研究が進められている。
2010年10月、アリゾナ大学のSarah Horstはタイタンの大気に似せた気体にエネルギーを加えた結果、多くの化合物とともにDNAやRNAの構成要素となる5つのヌクレオチド塩基が生成されたことを報告した。Horstはまたタンパク質を構成するアミノ酸の生成も発見している。Horstはこの結果を、液体の水の存在しない条件下でヌクレオチド塩基とアミノ酸の生成が発見された初めての成果だと語っている。
2013年4月、NASAはタイタンの大気のシミュレーション結果から、タイタンでは複雑な有機化合物が生成されうるとする報告を行った。そして同年6月には、タイタンの大気上層部で多環芳香族炭化水素 (PAHs) が発見されている。

## 仮説

### 溶媒としての炭化水素

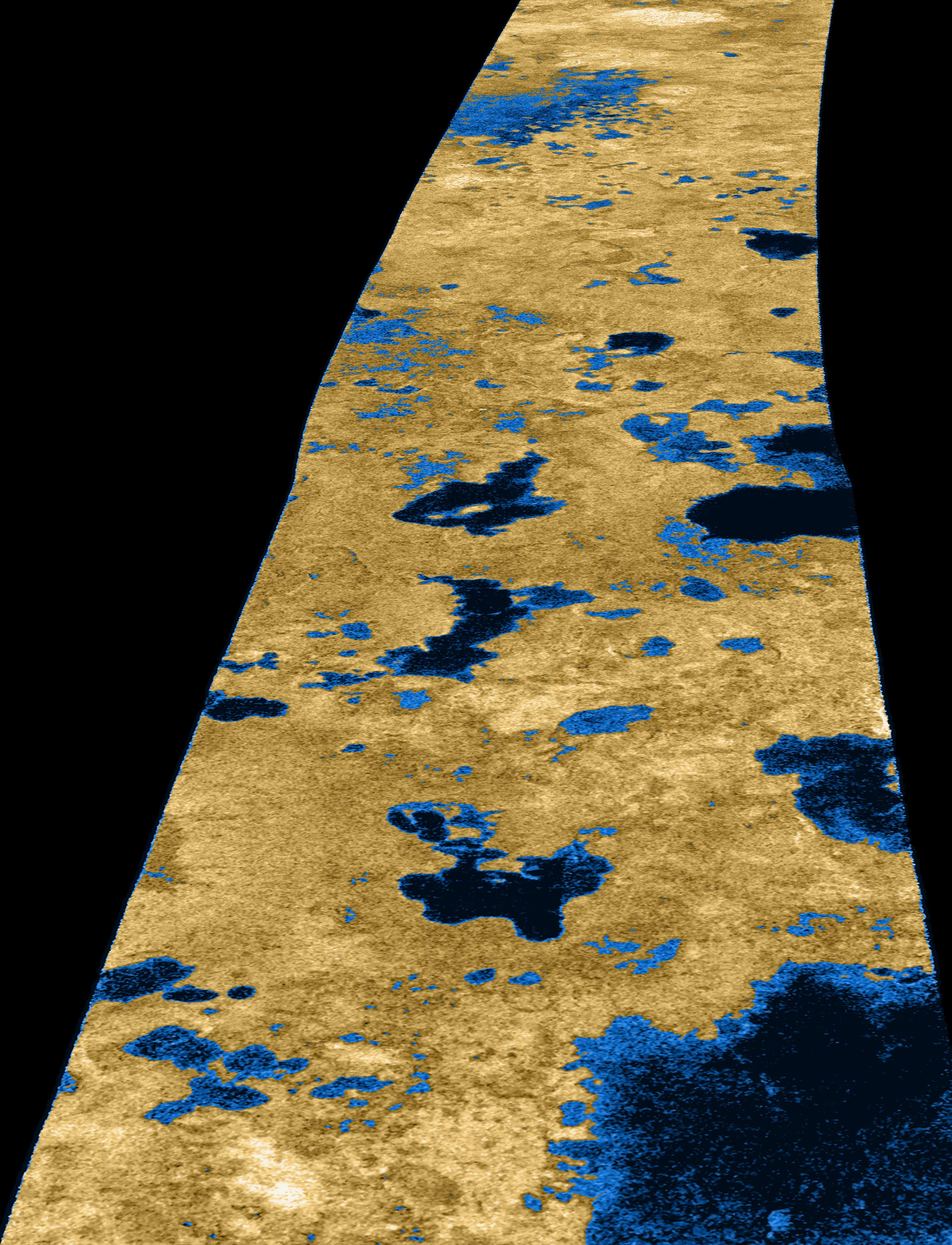
タイタンの炭化水素の湖（2006年、カッシーニ探査機のレーダー画像）。

地球のあらゆる生命（メタン菌も含む）は溶媒として液体の水を使用している。同様にタイタンの生命を考える場合、水の代わりにメタンやエタンといった液体の炭化水素を溶媒として使うことが想像できる。 水は炭化水素よりも様々なものを溶解させる能力が高い溶媒であるという利点を持つ。一方で水は化学反応性も高く、不安定な有機分子は加水分解などによって破壊されてしまうこともあるという危険な一面持っている。炭化水素を溶媒として使う生命は、生体分子をこうして破壊されてしまうリスクから逃れることができる。
タイタンの地表には液体エタンまたはメタンの湖が存在しており、また川や海もあり、いくつかの科学モデルは仮説上の水によらない生命の存在を示唆する。 タイタン地表の川や湖を形成する液体メタンとエタンの中に存在する生物は、地球の水の中の生物のような存在だと推測できる。仮説上のこうした生物は、酸素の代わりに水素を取りこみ、グルコースの代わりにアセチレンと反応させ、二酸化炭素の代わりにメタンを吐き出すと予想される。一方で、地球のメタン菌は水素と二酸化炭素の反応でエネルギーを獲得し、メタンと水を生み出している。
2005年、宇宙生物学者のクリストファー・マッケイとHeather Smithは、もしメタン生成生物が大気中の水素をある程度消費していれば、タイタンの対流圏の混合比に測定可能なレベルで影響を与えているはずであるという予測を行った。影響があるとすれば、水素とアセチレンの濃度が通常想定される量よりも有意義に減少しているとされた。
これらの予測の証拠は、2010年6月にタイタン上層／下層大気の水素濃度のデータを分析していたジョンズ・ホプキンス大学のDarrell Strobelにより報告された。Strobelは大気上層の水素濃度が地表付近の濃度より高く、拡散により下方に毎秒1025mol程度の割合で流れていることを発見した。地表付近ではこの現象は一見したところ確認できなかった。 他の研究では、同年同月にタイタン地表での極めて低いアセチレン濃度が報告されている。
クリストファー・マッケイはStrobelの報告を、2005年の自説が示した通り生命の存在で説明できるとしている。しかし、他にもありそうな説明として、単純なヒューマンエラーや、隕石に起因するもの、または水素とアセチレンの化学反応を促す何かしらの触媒の効果とする説もある。 だがマッケイは触媒説に対して、−178°C (95K) の環境でこのような効果を発揮する触媒は未だ知られておらず、そんなものがあればそれ自体発見であるとして、地球外生命より可能性は低いと述べている。
2010年6月の発見は多くのメディアの関心を呼び、イギリスの新聞デイリー・テレグラフは、これを「原始的なエイリアン」の存在の手がかりと報じた。

### 細胞膜
液体メタン中で機能する仮説上の細胞膜は2015年2月にモデル化された。これは炭素に水素、窒素を含む小さな分子から構成されるもので、炭素と水素、酸素、リンを使ったリン脂質からなる地球上の細胞膜と同様の安定性と柔軟性を持つ。この細胞膜は「azotosome（アゾトソーム）」と名付けられており、"azote"はフランス語で窒素、"soma"はギリシャ語で体で「窒素の体 (nitrogen body)」を意味している。 この細胞膜の基本的な材料として提案されているアクリロニトリルは、既にタイタンで発見されている。

### 居住可能性の比較
他の惑星や衛星に生命が存在する可能性を評価する方法として、ディルク・シュルツェ＝マクッフなどの科学者は、天体の組成や地表、大気、利用可能なエネルギー、溶媒に有機化合物といった要素を元に、Planetary Habitability Indexという指数を作成した。 この指数は2011年末時点で利用可能なデータを元に算出されたが、タイタンは既知の地球以外の天体の中で最も可能性が高く評価されている。

### テストケースとしてのタイタン
カッシーニ-ホイヘンスミッションでは、生命の痕跡や複雑な有機体の証拠に備えた機器は搭載されなかった。そのような物質の発見は、地球の生命の起源の理論の構築に繋がるものである。 科学者らは、初期の地球の大気と現在のタイタンの大気の組成は、水蒸気が存在しないという重大な例外はあるものの、似通ったものだったと考えている。 いくつもの仮説が、両者を繋ぐ化学的進化から生物学的進化への橋渡しを試みている。
タイタンは化学反応と生命の間を結ぶテストケースである。2007年の全米研究評議会の委員会が出した報告では、生命の限定的な条件が整っているとしている。議長のJohn Barossは「もし生命が化学反応の一つの形態であるなら、タイタンにも生命が存在すべきである。確かに生命に適した条件はタイタンに存在しない、しかし私達は生命が安定した環境下での炭素分子の反応の一つの形態ではないと反論する。」と述べている。
2005年にタイタンの水素とアセチレンを用いる生命の仮説を提案した科学者の一人であるデビッド・グリンスプーンは、タイタンの生命に関する議論の中でガイア理論について言及している。グリンスプーンは「地球の環境と生命はお互いがともに進化してきた、同じことは他の世界でも起きるだろう」と主張した。グリンスプーンは世界というものは「地質学的・気象学的な生命で生物学的な生命に近い」としている。

### パンスペルミアか独自の起源を持つか
タイタンの生命の仮説に関する他の理論として、もしタイタンで生命が発見されたとして、それは地球からパンスペルミア説と呼ばれる過程を経て飛来した子孫ではないかとする考えがある。この説は、太古の地球に大きな小惑星や彗星が衝突し、微生物を含んだ数億個もの岩のかけらが地球の重力を脱し、後にタイタンに辿り着いたというものである。計算からは、いくつかの破片が実際に太陽系の他の天体に再突入を果たすことが示されている。 一方でジョナサン・ルニーンは、タイタンの低温の炭化水素の湖では地球の生命とは異なる化学が必須であり、たまたま辿り着いた生命がその起源となる可能性はないだろうと反論している。 ルニーンは、タイタンの湖に生命が存在するということは、太陽系に独立した起源を持つ2例目の生命が存在するということであり、であれば宇宙のあらゆる場所で同じように生命が誕生している可能性が高いとみている。

## 探査
2016年現在提案されているTiMEミッションでは、探査機をタイタンの液体の湖に着水させることが計画されている。アリゾナ大学の天文学者クリス・インピーは「このミッションは生命を発見できる可能性があるものである」と語っている。